# Автошлях E007
Європейський маршрут E007 —  європейський автомобільний маршрут категорії Б, що проходить через Узбекистан і Киргизстан і з'єднує міста Ташкент і Іркештам.

## Маршрут
- Узбекистан
  -  E123,  E006 Ташкент, Коканд
- Киргизстан
  -  M6 Ош, Іркештам